# Pollia subumbellata
Pollia subumbellata är en himmelsblomsväxtart som beskrevs av Charles Baron Clarke. Pollia subumbellata ingår i släktet Pollia och familjen himmelsblomsväxter. Inga underarter finns listade.